# كيني ستيوارت
كيني ستيوارت (بالإنجليزية: Kenny Stuart)‏ هو عداء مراثوني بريطاني، ولد في 25 فبراير 1957 في Penrith, Cumbria ‏ في المملكة المتحدة.

## وصلات خارجية
- كيني ستيوارت على موقع ThePowerOf10.info (الإنجليزية)
- كيني ستيوارت على موقع رابطة إحصائيات سباق الطريق (الإنجليزية)